# Adolf Jan I. Falcký
Adolf Jan I. Falcký (21. října 1629, Stegeborg – 24. října 1689, Stegeborg) byl falckrabě z Kleeburgu.

## Život
Narodil se 21. října 1629 v Stegeborgu jako syn Kazimíra, falckraběte z Kleeburgu a jeho manželky princezny Kateřiny Švédské. Poté, co se jeho starší bratr Karel Gustav stal králem Švédska on se stal vévodou z Stegeborgu. Ve stejnou dobu získal titul falckraběte z Kleeburgu.
Dne 19. června 1649 se oženil s hraběnkou Elsou Beatou Brahe. Spolu měli jednoho syna:
- Gustav Adolf (9. března 1652 – 1. srpna 1652)

Po její smrti se oženil s hraběnkou Elsou Alžbětou Brahe af Wisingsborg s dcerou hraběte Mikuláše Brahe af Wisingsborg. Spolu měli 9 dětí:
- Kateřina (10. prosince 1661 – 27. května 1720)
- Marie Alžběta (16. dubna 1663 – 23. ledna 1748)
- Karel Jan (15. září 1664 – 10. prosince 1664)
- Jan Kazimír (4. září 1665 – 29. května 1666)
- Adolf Jan (21. srpna 1666 – 27. dubna 1701)
- Gustav Kazimír (29. června 1667 – 21. srpna 1669)
- Kristýna Magdalena (4. dubna 1669 – 21. června 1670)
- Gustav Samuel (12. dubna 1670 – 17. září 1731)
- dítě (*/† 12. prosince 1671)

Zemřel 24. října 1689 v Stegeborgu.